# 크리스티안 파누치
크리스티안 파누치(이탈리아어: Christian Panucci, 1973년 4월 12일, 이탈리아 사보나 ~ )는 이탈리아의 전 축구 선수로, 포지션은 오른쪽 풀백과 센터백이었다.

## 선수 경력

### 클럽 경력
파누치는 1990년 제노아에서 프로경력을 시작하였고, 1993년 7월 AC 밀란으로 이적하였다. 이후 2001년에 AS 로마로 이적할 때까지 파누치는 레알 마드리드 (이 이적으로 파누치는 스페인 축구 클럽에서 뛴 첫 이탈리아 선수가 된다.), 인테르나치오날레, 첼시, AS 모나코 여러 클럽에서 활약하였다. 파누치는 AC 밀란과 레알 마드리드에서 활약하던 시절에 총 두차례의 UEFA 챔피언스리그 우승을 경험하였다. 두 번 모두 파비오 카펠로가 팀을 감독하였다.
2010년 8월 22일 그는 현역에서의 은퇴를 발표하였다.

### 국가대표팀 경력
파누치는 1994년 9월, 유로 96 예선전 슬로베니아와의 경기에서 A매치 데뷔전을 치렀다. 하지만 그는 아리고 사키 감독이 이끌던 이탈리아의 본선 최종 선수 명단에는 들지 못하였다. 파누치는 UEFA 유로 2000 이전에는 이탈리아 국가대표팀 명단에 꾸준히 이름을 올리지는 못하였으나, 이후 조반니 트라파토니 감독체제 이후에서는 꾸준히 대표팀의 부름을 받았다. 2004년 말까지 A매치 48경기 출전에 2골을 넣었고, 2002 FIFA 월드컵과 UEFA 유로 2004에 출전하였다. 2002년 월드컵 때 파누치는 대한민국과의 16강전에서 설기현에게 동점골의 빌미를 제공하면서 이탈리아 팬들의 비난을 받기도 했다.
파누치는 포르투갈에서 열린 유로 2004 이후, 이탈리아 대표팀 감독으로 취임한 마르첼로 리피와의 불화로 인해, 3년정도 국가대표팀에 이름을 올리지 못하였고, 2006 FIFA 월드컵에도 참가하지 못하였다. 로베르토 도나도니 현 이탈리아 국가대표팀 감독은 34살의 파누치를 국가대표팀에 소집하였고, 조지아, 스코틀랜드, 페로 제도와의 UEFA 유로 2008 예선 경기는 물론이고, 본선에도 참가하여 루마니아와의 경기에서 득점을 기록하였다.

파누치는 제노바에서 열린 조지아와의 유로 2008 예선전에서 50번째 A매치를 치렀다. 제노바는 그가 AC 밀란으로 이적하기 전까지 유소년 시절부터 뛰었던 도시였기에 경기 후 매우 기뻐하며 다음과 같이 말하였다. 
| “ | "제가 자란 곳의 경기장에서 뛰어 매우 감회가 새롭습니다. 말로 다 표현할 수는 없지만 전 제가 받았던 박수 갈채를 결코 잊지 않을 것입니다." | ” |

파누치는 2008년 6월 18일까지 A매치에 총 57회 출전하였고, 가장 최근에 넣은 골은 루마니아와의 유로 2008 조별 예선에서 동점골을 넣었다.

## 수상
AC 밀란
- 세리에 A : 1993-94, 1995-96
- 수페르코파 이탈리아나 : 1993, 1994
- UEFA 챔피언스리그 : 1993-94
- UEFA 슈퍼컵 : 1996

 레알 마드리드
- 1996-97 프리메라리가 우승
- 1997년 수페르코파 이탈리아나 우승
- 1997-98 UEFA 챔피언스리그 우승
- 1998년 인터콘티넨털컵 우승

 AS 로마
- 코파 이탈리아 : 2006-07, 2007-08
- 수페르코파 이탈리아나 : 2007

개인
- 1994년 브라보상